# Професионална гимназия по икономика „Робер Шуман“
ПГИ „Робер Шуман“ е училище в град Разград, на адрес: ул. „Камчия“ № 1. Има една учебна смяна. Директор на училището е инж. Христина Панчева